# Соломон, Серита
Серита Соломон (англ. Serita Solomon; род. 1 марта 1990, Бромли, Великобритания) — британская легкоатлетка, специализирующаяся в барьерном беге. Бронзовый призёр чемпионата Европы в помещении в беге на 60 метров с барьерами. Чемпионка Великобритании (2015).

## Биография
Начала заниматься лёгкой атлетикой в школе, последовав примеру своего старшего брата. За клуб Blackheath & Bromley выступала на международных соревнованиях среди юниоров, становилась чемпионкой Великобритании среди молодёжи в барьерном беге.
В 2013 году стала привлекаться в сборную страны. Зимой заняла третье место на матче пяти стран в Глазго, а летом впервые стала призёром взрослого первенства страны, финишировав второй на дистанции 100 метров с барьерами с результатом 13,18.
Представляла Великобританию на командном чемпионате Европы 2014 года, где стала 8-й. Спустя месяц выступала за Англию на Играх Содружества, не сумев преодолеть стадию предварительных забегов.
Зимой 2015 года выиграла чемпионат страны в беге на 60 метров с барьерами с личным рекордом 8,04. На чемпионате Европы в помещении Серита улучшала этот результат в каждом круге соревнований. В полуфинале она впервые в карьере пробежала быстрее 8 секунд (7,95), а в решающем забеге сбросила ещё 2 сотых секунды. Времени 7,93 оказалось достаточно для завоевания бронзовой медали.
На чемпионате мира в помещении 2016 года вышла в финал, где заняла 7-е место (8,29).
Является выпускницей Мидлсекского университета.

## Основные результаты
| Год  | Турнир                       | Место проведения       | Дисциплина | Место       | Результат |
| ---- | ---------------------------- | ---------------------- | ---------- | ----------- | --------- |
| 2014 | Командный чемпионат Европы   | Брауншвейг, Германия   | 100 м/бар. | 8-е         | 13,22     |
| 2014 | Игры Содружества             | Глазго, Великобритания | 100 м/бар. | 10-е (заб.) | 13,38     |
| 2015 | Чемпионат Европы в помещении | Прага, Чехия           | 60 м/бар.  | 3-е         | 7,93      |
| 2015 | Командный чемпионат Европы   | Чебоксары, Россия      | 100 м/бар. | 7-е         | 13,54     |
| 2016 | Чемпионат мира в помещении   | Портленд, США          | 60 м/бар.  | 7-е         | 8,29      |
| 2016 | Чемпионат Европы             | Амстердам, Нидерланды  | 100 м/бар. | 30-е (заб.) | 13,39     |